# NGC 1500
NGC 1500 is een elliptisch sterrenstelsel in het sterrenbeeld Goudvis. Het hemelobject werd op 24 december 1837 ontdekt door de Britse astronoom John Herschel.

## Synoniemen
- PGC 14187
- ESO 201-13
- AM 0356-522